# 문경자
문경자(文敬子, 1965년 8월 14일 ~ )는 대한민국의 농구 선수로 포지션은 센터이다. 1984년 하계 올림픽에 참가했다. 딸인 양지영과 양인영도 농구 선수이다.